# Reguła św. Augustyna
Reguła św. Augustyna – reguła życia zakonnego, napisana przez Augustyna z Hippony dla grupy celibatariuszy żyjących we wspólnocie. Kwestia autentyczności była w przeszłości dyskutowana, obecnie uczeni, pod wpływem argumentacji autora ostatniego krytycznego wydania reguły, Luca Verheijena, opowiadają się za autentycznością. Wcześniej za autorstwem Cezarego z Arles opowiadał się Erazm z Rotterdamu, a za nim poszedł G. Bardy.
Według nowszych ustaleń, Augustyn napisał ją w latach 397–399, tuż po odejściu ze wspólnoty świeckich celibatariuszy, kiedy objął posługę biskupa Hippony, po śmierci biskupa Waleriusza (396).
Reguła zaczęła być używana w średniowieczu przez różne powstające wtedy wspólnoty zakonne, m.in. kanoników regularnych, dominikanów, paulinów i oczywiście augustianów.

## Wydania krytyczne i tłumaczenia
- Verheijen, Luc La Règle de Saint Augustin, t. 1, Tradition manuscrite, t. 2, Recherches historiques, Paryż, Études Augustiniennes, 1967.

### Polskie przekłady
- Reguła św. Augustyna, przeł. ks. Marek Starowieyski, [w:] dzieło zbiorowe, Starożytne reguły zakonne, Warszawa 1980 ATK PSP 26, s. 73-102.
- Reguła św. Augustyna. W: Św. Augustyn: Pisma Monastyczne. M. Starowieyski, P. Nehring (przekład). Kraków: Tyniec. Wydawnictwo Benedyktynów, 2002, s. 151-169, seria: Źródła monastyczne 27.